# Aeropuerto T4 (station)
Aeropuerto T4 is een metrostation in het stadsdeel Barajas van de Spaanse hoofdstad Madrid. Het station werd geopend op 3 mei 2007 en wordt bediend door lijn 8 van de metro van Madrid, alsmede het stadsgewestelijknet van Madrid.